# Jaan Teemant
Jaan Teemant (24 de setembre de 1872, Parròquia de Vigala, Estònia - desconegut) va ser un advocat i polític estonià.
Teemant va estudiar a l'Institut Hugo Treffner (Hugo-Treffner-Gymnasiium). El 1901 es va graduar a la Facultat de Dret de la Universitat de Sant Petersburg, després va treballar com a advocat a Tallinn. Entre 1904 i 1905 va ser membre del Consell Municipal de Tallinn. Teemant participar en la revolució de 1905, va escapar a Suïssa en el mateix any i va ser condemnat a mort per rebel·lia. El 1908, va tornar a Estònia després de la fi de l'estat de guerra, va ser en presó preventiva de 1908 a 1909 i va ser condemnat a presó per un any i mig. Ha complert la condemna a la presó de Sant Petersburg. Entre 1911 i 1913 va romandre a l'exili, a l'óblast d'Arkhànguelsk.
Després de tornar a Estònia, Teemant va ser membre de l'Assemblea de la província d'Estònia (Eesti Maanõukogu) des de 1917 fins al 1919. El 1918 va ser procurador General de la República d'Estònia. Durant 1919 i 1920 va ser membre de l'Assemblea Constituent (Asutav Kogu) i durant els períodes de 1923-1934/1937 va ser membre del Riigikogu. També ocupà el càrrec de Primer Ministre d'Estònia diverses vegades. Entre 1939 i 1940, Teemant va administrar a Estònia un pla del govern alemany per a reassentar els germanobàltics durant els anys 1939 i 1940). El juliol de 1940 Teemant va ser arrestat per l'NKVD, i va ser assassinat probablement a Tallinn o morí a la Presó Central de Tallinn. Segons altres fonts va ser condemnat a 10 anys de presó el 21-10-1941, sense cap més informació sobre el seu destí.